# 阿纳托利·布拉贡拉沃夫
阿纳托利·阿尔卡季耶维奇·布拉贡拉沃夫（俄语：Анатолий Аркадьевич Благонравов，1894年5月20日（6月1日）—1975年2月4日），前苏联航空及宇宙火箭科学技术史专家。苏联科学院院士。社会主义劳动英雄。中将。

## 生平
1984年生于弗拉基米尔省阿尼科沃村。1912年毕业于弗拉基米尔语法学校。1916年毕业于彼得格勒彼得大帝理工学院。同年参加俄罗斯帝国陆军。1917年1月毕业于米哈伊洛夫斯基炮兵学院速成班。在高加索参加第一次世界大战。1918年9月加入工农红军。1919年至1920年参加内战。
1920年之后一直在炮兵部队服役。1929年开始在军事技术学院任教。1932年至1946年，历任莫斯科捷尔任斯基炮兵学院教员、轻武器系主任、学院代理院长、教研室副主任等职。1941年至1945年的苏德战争期间，跟随学院撤离至乌兹别克的撒馬爾罕。1943年当选苏联科学院院士。
1946年，短暂担任苏联高等教育部副部长。1946年至1950年，担任苏联炮兵科学院院长。1950年至1953年，担任副院长。1953年退役。
1953年，被任命为苏联科学院机械工程研究所所长。1957年至1963年，兼任苏联科学院技术科学学部主任。1963年以后，兼任苏联科学院外层空间探索与利用委员会主席。
1975年2月4日去世。葬于新圣女公墓。
去世后，苏联科学院机械工程研究所改以其名字命名。

## 贡献
在军队期间，致力于轻武器和自动武器的科学研究工作。主编的《自动武器设计原理》被当作教材使用，并被译成多种文字出版（国防工业出版社中译本，1960年）。
1950年代以后，研究重点转移至太空火箭。他收养了在1951年7月被发射升空的太空犬“特西甘”（即吉卜赛）。
他还多次在《消息报》发表科学性文章。1960年代，代表苏联参加联合国和平利用外层空间委员会。他还在冷战最激烈的时候引导苏联和美国进行太空项目的合作，并在1963年与美国国家航空航天局副局长德莱登交换信件，完成最后批准手续。

## 荣誉
- 社会主义劳动英雄（1964年，1974年）
- 5枚列宁勋章
- 十月革命勋章（1971年）
- 3枚红旗勋章（1922年，1944年，1949年）
- 红星勋章（1967年）
- 列宁奖（1960年）
- 斯大林二等奖（1941年）
- 俄罗斯苏维埃联邦社会主义共和国功勋科技工作者荣誉称号（1940年）